# Anastazija Zichy

Anastazija Zichy, tudi Asta Zičijeva ali kar Asta, (rojena kot Anastazija Avgusta pl. Zichy) je bila članica ogrske plemiške družine Zičijevih, ki spada k najbolj vplivnim grofovskim rodbinam v tej deželi. Bila je močna zlasti v novem veku, kadar je dala več uglednih politikov, umetnikov, gospodarjev in cerkvenih dostojanstvenikov. Rodovina živi še danes razdeljena v več vej, med njimi so tudi potomci Aste, medtem ko Božidara in Marija nista bili poročeni. Njihovi starši so Avgust pl. Ziči in Hedvika pl. Wimpfen.

## Življenjepis

### Izvor in poreklo
Asta se je rodila v Beltincih (v takratnem Avstro-Ogrskem cesarstvu) dne 16. julija 1891 kot tretja izmed štirih hčera beltinskih graščakov Avgusta pl. Zichyja in njegove žene Hedvike pl. Zičijeve r. Wimpffen. Prva je bila Marija (1883), sledila ji je Teodora oziroma Božidara (1886), in Anastazija (1891). Mati Hedvika je umrla 1892. Viri omenjajo tudi Frido, o kateri pa niso znane podrobnosti niti glede rojstva niti glede smrti, niti ni pokopana skupaj z drugimi člani družine v beltinški Cerkvi svetega Ladislava; znano je samo to, da se njen mož Georgi Nikolov Ličev - sicer trgovec bolgarskega rodu, ni mogel ponašati z grofovskim ali kakim drugim plemiškim naslovom; skratka - zanjo ni bilo mogoče izslediti kakršnihkoli življenjskih podatkov.

### Graščakinja
Nastin oče Avgust je imel sicer štiri hčerke; ker pa ni imel sina-naslednika, sta dobila v last Zičijev Kaloški grad njegova hči Nasta in njen mož György Széchényi, grof Sárvárski iz Láboda ob Dravi V ta grad se je vrnila mati Hedvika, ko je njenemu možu Avgustu poteklo upravništvo nad Reškim ozemljem. Po moževi smrti leta 1938 je grofica Anastazija sicer ostala v gradu do leta 1945, ko ga je morala zapustiti, kajti nova oblast je v njem naselila stranke, pozneje (1973) pa pisarne kmetijske zadruge Káloz.
Naselje in graščina Káloz sta v last družine Zičijev prešla že leta 1650; 1655 so Zičijevi pridobili baronski,  1679 pa grofovski naslov. Njihov potomec in lastnik gradu Ödön Zichy je postal žrtev marčnega prevrata 1848. Grad je nasledil grof Ferenc Serafin I. iz Bratislave, nato pa njegov sin Ferenc Serafin II., ki je prvi stalno živel v gradu in tam tudi umrl. Njegov sin in dedič je bil končno Astin oče, grof Avgust

### Med Prvo svetovno vojno
Sestre Zičijeve so skupaj prostovoljno pomagale med Prvo svetovno vojno ranjenim vojakom na Dunaju; medtem ko se je sestra Božidara okužila z jetiko in umrla 1915, sta Asta in Marija vojno preživeli. O njihovem skupnem delu in požrtvovalnosti za ranjence piše med drugim tudi lendavski časopis Alsolendvai Híradó:
Na Belo nedeljo, 11. aprila 1915, je poročal ta dolnjelendavski časopis v madžarščini naslednje: 
| A belatinci gróf Zichy-család gyásza. | Žalovanje beltinske grofovske družine Zičijeve. |
| --- | --- |
| Az alsólendvai járásnak mélységes gyásza van. A járás egyik jótékony, legendás tiszteletben élő főúri hölgye elköltözött az élők sorából. A belatinci dominius gróf Zichy Ágost v. b. t. t., föudvarnagyot érte a mindnyájunkat mélyen megrendítő csapás, hogy egyik leánya — a három közül a középső - hunyt. Zichy Theodora grófnő halála mély megilletődést váltott ki belőlünk, mert ismertük azt a rajongó szeretetet, mellyel az özvegy édesapa csüngött gyermekein s tanúi voltunk az elhunyt komtesz szivbeli jóságának, aki valósággal jótékony angyala volt a környék szegényeinek és a belatinci jótékony intézményeknek. A 29 éves, egyszerű, rokonszenves külsejű grófnő — mint két másik nővére is kora fiatalságától kezdve a jótékonyság szolgálatában állott Belatinc vidékén, akit ne segített volna s aki most áldva ne gondolna emlekére. Betegségét is a jótékonyság szolgálata közben kapta. Egy bécsi katonakórházban teljesített nővéreivel együtt önkéntes ápolónői szolgálatot, eközben a múlt év decembereben meghűlt es megbetegedett. Édesapja a wienerwaldi szanatóriumban helyezte el, de hiába volt a gondos ápolás és az orvosi tudomány minden törekvése, a grófnő három és fel hónapi kínos szenvedés után f. hó 3-án befejezte jótékony életét. A haláleset porig lesújtotta a gyermekeiért élő apát, aki felé most igaz, mélységes részvéttel fordul nemcsak Belatinc, de az egesz járás közönsége. Zichy Theodora grófnő holttestét f. hó 6-án hazaszállították Belatincra s a templomban ravatalozták fel. A díszes ravatalt, a koporsót és a ravatal környékét rengeteg koszorú és virág borította. A környék népe két napon át sűrű tömegekben zarándokolt a virágoskertté változott templomba, hogy a ravatalnál egy-egy imával adózzék az elhunyt emlékének. A temetés f. hó 8-án, csütörtökön délután 3 órakor ment végbe óriási részvét mellett, nagy pompával. A gyászszertartást gróf Mikes János szombathelyi megyéspüspök végezte nagy papi segédlettel, inig a gyászkart a helybeli és a környékbeli tanítók szolgáltatták. A koporsó beszentelése után a gyászmenet — mintegy 150 fehér ruhás leánykával az élén — a koporsóval megkerülte a templomot, majd pedig visszament a templomba. A koporsó körül a Belatincon időző 7. ulánus-ezred képezett diszőrséget. A templomba visszatérve, a koporsót megható ceremónia és a résztvevők zokogása közben leeresztették a templom alatt levő családi sírboltba, hol boldog emlékű Zichy Ágosttié is örök álmát alussza. A belatinci gróf Zichy-család mély gyászában igaz szívvel osztozik e járás népe, a mely őszinte kegyelettel gondol mindenkor a nagy halottra. | Dolnjelendavski okraj je prizadejala huda žalost. Izmed živih se je ločila dobrodelna, pregovorno in živo spoštovana plemenita gospa. Beltinskega gospodarja - velespoštovanega dvornega dostojanstvenika - je prizadel udarec, ki je globoko razžalostil tudi vse nas. Umrla je ena od njegovih deklet – srednja med tremi. Smrt grofice Božidare Zičijeve je v nas vzbudila občutek globoke ganjenosti, saj smo poznali strastno ljubezen, s katero je bil ovdoveli oče navezan na svoje otroke. Bili smo priče srčne dobrote pokojne grofične, ki je bila pravzaprav dobrohoten angel revežem celega področja in dobrodelnih ustanov. Ta devetnidvajsetletna plemkinja, preproste in sočutne zunanjosti - kot tudi obe njeni sestri – je že od mladih let velikodušno služila blagru drugih na beltinškem področju, da ga ni človeka v potrebi, ki bi mu ne hotela pomagati in ki bi je danes ne blagoslavljal s hvaležnim spominom. Bolezen si je nakopala prav med dobrodelnim delovanjem. Prostovoljno se je prijavila, da bo kot bolničarka skupaj s svojima sestrama pomagala v neki dunajski vojaški bolnišnici. Tam se je lanskega decembra prehladila in zbolela. Njen očka jo je poslal v Wienerwaldsko zdravilišče, vendar je bila zaman vsa skrbna nega in vse prizadevanje zdravniške vede: grofica je po treh in pol mesecih hudega trpljenja tretjega tega meseca končala svoje dobrodelno življenje. Smrt je brezmejno potrla očeta, ki je ves živel za svoje otroke. Globoko sočutje mu naklanjajo ne le prebivalstvo Beltincev, ampak ljudstvo celotnega okraja. Truplo grofice Božidare Zičijeve so prepeljali domov v Beltince in v cerkvi izpostavili na odru. Okrašene pare, krsto in okolico je prekrila velikanska množina vencev in rož. Okoliški prebivalci so skozi dva dni v gostih množicah romali v cvetlični vrt spremenjeno cerkev, da bi se pri odru oddolžili spominu rajnke s kako molitvijo. Pogreb je potekal v četrtek dne 8. aprila ob 15. uri z velikim sožaljem in sijajem. Pogreb je vodil somabateljski škof grof Ivan Mikeš ob udeležbi velikega števila duhovnikov, pogreb pa so oskrbeli domači in krajevni učitelji. Po blagoslovu krste je žalna procesija – s približno 150 dekleti v belih oblekah na čelu – obšla cerkev s krsto in se nato vrnila nazaj v cerkev. Okoli krste je tvoril častno stražo v Beltincih nastanjeni 7. polk ulanske tisočnije. Ko so se vrnili v cerkev, so jo med ganljivim obredom in jokanjem udeležencev spustili v družinsko grobnico pod cerkvijo, kjer tudi sanja večne sanje blagega spomina žena Avgusta Zičija. Prebivalstvo tega okrožja je prisrčno sodeležno z globoko žalostjo družine beltinskega grofa Zičija, ter z resničnim sočustvovanjem neprenehoma misli na veliko pokojnico. |

### Družina
Grofica Anastazija Széchényi de Zichy oziroma Asta Ziči se je torej rodila 16. julija 1892 v Beltincih, umrla pa 31. maja 1969 v 77. letu starosti na Dunaju. Njen mož je bil grof George Széchenyi de Sárvár-Felsővidék.
V cerkvenem zakonu se jima je rodilo pet dečkov:
1. Pál Széchenyi de Sárvár-Felsővidék, [9]
2. Ferenc Széchenyi de Sárvár-Felsővidék, [10]
3. Ágost Széchenyi de Sárvár-Felsővidék, [11]
4. György Széchenyi de Sárvár-Felsővidék, [12]
5. Benedek Széchenyi de Sárvár-Felsővidék. [13] [14]

## Smrt in spomin
Anastazija Zichy je umrla stara 77 let na Dunaju dne 31. maja 1969. Njeno truplo so prenesli v družinsko grobnico Zičijevih v Beltincih, v Cerkev svetega Ladislava - v Marijino kapelo, kjer je našla kraj počitka poleg svojih staršev in sester.

### Nagrobni napis Asti pl. Zičijevi
| Comitissa Anastasia Széchényi (latinski izvirnik) | Grofica Asta Sečenji (slovenski prevod) |
| --- | --- |
| Comitissa Anastasia Széchényi ex comitibus Zichy vidua fidelis et mater beata Huic mundo nata 16. Julii 1891. Ad alterum translata 31. Maii 1969. Fortis in fide. Constans in spe. Permanens in caritate. Beneficiencia. Felicitas aliorum. Summa vitae suae. Se ipse oblivicsat. R. I. P. (Requiescat in pace) | Grofica Anastazija Sečenji od grofov Zičijevih Zvesta vdova in blažena mati. Za ta svet rojena 16. julija 1891. Na drugi (svet) prenesena 31. maja 1969. Močna v veri. Trdna v upanju. Vztrajna v ljubezni. Dobrodelnost. Sreča drugih. Vsebina njenega življenja. Samaopozabnost. N. P. M. (Naj počiva v miru!) |

### Slikovna zbirka
- Fotke cele Zičijeve družine
- Avgust pl. Ziči
- Hedvika pl. Wimpffen (1861-1892)
- Asta-Božidara-Marija
- Cerkev sv. Ladislava, Beltinci
- Pročelje beltinške cerkve
- Zičijev in Wimpfenov grb na cerkvenem pročelju
- Grofovska grba v Marijini kapeli
- Barvno spominsko okno Hedvike Zičijeve
- Marijina kapela
- Ohranjene truge družine Zičijeve
- Sveta Marija in spominske plošče Zičijevih
- Spominska plošča očeta Avgusta
- Spomindka plošča matere Hedvike
- Spominska plošča hčerke Aste